# HMS Ferret (établissement terrestre)
Le HMS Ferret est une unité de formation de la Royal Naval Reserve basée au Joint Intelligence Training Group (en) (JITG), sur l'ancienne base de la RAF à Chicksands dans le comté de Bedfordshire, à 56 km au nord de Londres.

## Historique
Le HMS Ferret a été initialement établi à Templer Barracks, à Ashford dans le Kent, un établissement de formation du Corps du renseignement de l'Armée de terre britannique, en tant que quartier général régional de la Royal Naval Reserve. Il a été mis en service le 9 octobre 1982.
Templer Barracks a fermé ses portes en 1997, le terrain étant nécessaire pour la construction de travaux ferroviaires pour la connexion à grande vitesse Eurostar via le tunnel sous la Manche nouvellement achevé. Le centre de formation et le quartier général du Corps ont déménagé à Chicksands entre 1995 et 1997, le HMS Ferret déménageant en même temps.
Le HMS Ferret est le quartier général de la branche Intelligence du RNR.